# Masahiro Kotaka
Masahiro Kotaka (japonès: 小高正宏)  (prefectura de Hyōgo, 18 de febrer de 1960) és un aixecador japonès, ja retirat, que va competir durant la dècada de 1980.
El 1984 va prendre part en els Jocs Olímpics d'Estiu de Los Angeles, on va guanyar la medalla de bronze en la prova del pes gall del programa d'halterofília. En el seu palmarès també destaca una medalla de bronze al Campionat del Món d'halterofília de 1984.